# Paulos Gebre Yohannes
Paulos Gebre Yohannes (né Gebre Igziabiher Wolde Yohannes dans la ville d'Adoua, province du Tigré dans le Nord de l'Éthiopie, en 1935) est primat de l'Église éthiopienne orthodoxe du 5 juillet 1992 à sa mort, le 16 août 2012.
Il est un des huit présidents du Conseil œcuménique des Églises du 22 février 2006 à sa mort.